# 陈路
陈路（1972年—），江苏无锡人，神经生物学家，美国斯坦福大学神经外科学，精神科和行为学教授。

## 生平
陈路于1989年自无锡市第二中学（今无锡市辅仁高级中学）毕业后考入中国科学技术大学生物系。1993年赴美国留学，期间认识前夫包绍文，1998年获南加州大学博士学位。此后在南加州大学、加州大学旧金山分校从事博士后研究。2003年与前夫一起任教于加州大学伯克利分校，与前夫共同发表超过15篇论文，2005年获得麦克阿瑟奖。自2016起，任斯坦福大学神经外科学，精神科和行为科学教授。

## 家庭
现任丈夫诺贝尔生理学和医学奖得主托马斯·聚德霍夫，在2007年的一次在美国举办的学术会议上认识。

陈路的前夫包绍文亦为神经科学家，任教于加州大学伯克利分校。